# Negatron
Negatron es el octavo álbum de estudio de la banda canadiense de thrash metal/metal progresivo Voivod. Se lanzó en 1995 a través de la compañía discográfica Hypnotic Records. Es el primer álbum con Eric Forrest como bajista y vocalista.

## Lista de canciones
- Toda la música compuesta por Voivod. Todas las letras por Langevin/Forrest, excepto donde se indique lo contrario.

1. "Insect" - 5:41
2. "Project X" - 4:49
3. "Nanoman" (letras: Langevin/Ivan Doroschuck) - 5:11
4. "Reality?" - 4:21
5. "Negatron" (letras: Langevin/Kiisti Matsuo) - 7:08
6. "Planet Hell" - 4:34
7. "Meteor" - 4:14
8. "Cosmic Conspiracy" - 6:10
9. "Bio-TV" - 4:55
10. "D.N.A. (Don't No Anything)" (letras: Jim G. Thirlwell) - 4:36

También se lanzó una edición limitada de 750 copias con la misma lista de canciones.  Esta edición venía en una lata con una pegatina de Negatron.

## Créditos
- Denis D'Amour: guitarra y efectos
- Eric Forrest: bajo, voz
- Michel Langevin: batería, percusión
- Voz y FX en "D.N.A." por J. G. Thirlwell
- Producido por Daryn Barry, Alfio Annibalini y Voivod